# 巴基斯坦国际航空404号班机空难
巴基斯坦国际航空404号班机是一架福克F27友谊式客机，其上载有5名机组人员和49名乘客。1989年8月25号巴基斯坦当地时间上午07:36，其从吉尔吉特机场起飞去往新伊斯兰堡国际机场后不久失去联络。机上一名机长在上午7:40进行了一次例行无线电呼叫，称预计在上午8:30到达目的地，但成为了此航班消失前最后一次联络。巴基斯坦国际航空404号班机疑似在印巴停火线边界被印度军方击落，随后坠毁在喜马拉雅山地区，但至今未发现其遗骸。

## 飞机型号
巴基斯坦国际航空404号班机是1962年荷兰制造的一架福克F27友谊式客机，工程编号10207，带有涡轮螺旋桨发动机。意外发生前累计飞行时间44,524小时，座舱增压41,524回。

## 搜救行动
飞机失事后三至四日内，巴基斯坦军方派遣了许多军队进行全方面空中搜寻，随后又组织了平民和武装部队人员搜索海拔8000米高的帕尔巴特山等周围地区。